# Estación de Chalon-sur-Saône
La estación de Chalon-sur-Saône es la principal estación ferroviaria de la ciudad francesa de Chalon-sur-Saône. Por ella circulan tanto trenes de alta velocidad como trenes regionales. 

## Situación ferroviaria
La estación se encuentra en el punto kilométrico 382,150 de la línea férrea radial París-Marsella. Además, pertenecía al trazado de las siguientes líneas férreas:
- Línea férrea Seurre - Chalon-sur-Saône. Línea de apenas 37 kilómetros fuera de servicio y desmantelada en gran parte.
- Línea férrea Cluny - Chalon-sur-Saône. Línea totalmente desmantelada.

## Descripción
La estación se caracteriza por su fachada neoclásica adornada por cuatro columnas y un pequeño frontón en el que se encuentra un reloj de aguja. El diseño en piedra de la fecha se combina con grandes ventanales y puertas metálicas. 
Se compone de cinco andenes, cuatro centrales y uno lateral al que acceden nueve vías. Cada andén está recubierto parcialmente con su propia marquesina y varios pasos subterráneos permiten el cambio de vías.  

## Servicios ferroviarios

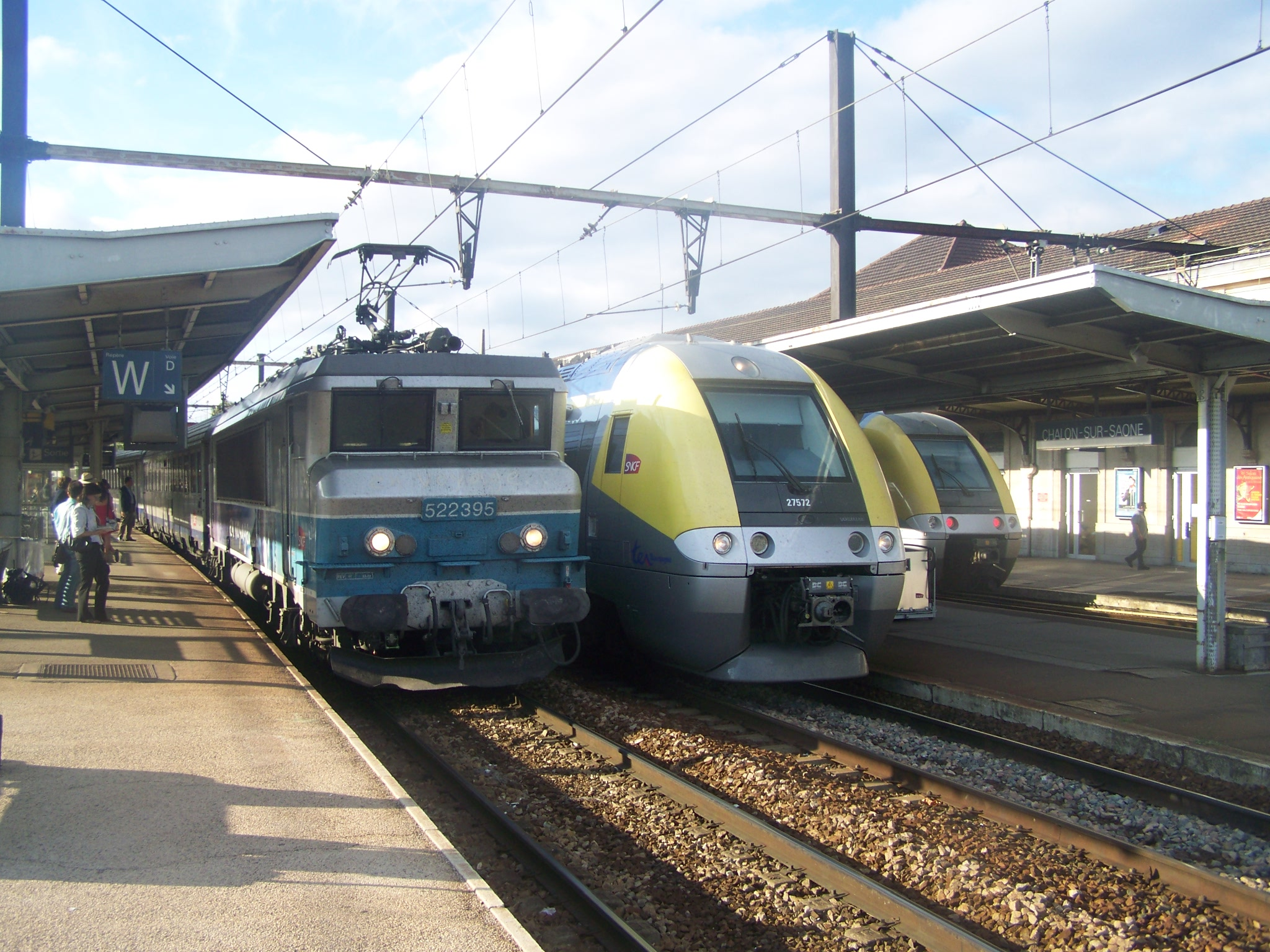
Vista de los andenes con tres trenes detenidos en ellos.

### Alta Velocidad
Los trenes TGV que transitan por la estación permiten enlazar los siguientes destinos:
- Línea París ↔ Chalon-sur-Saône. Tren TGV.
- Línea Metz ↔ Niza / Montpellier. Tren TGV.
- Línea Dijon ↔ Burdeos / Marseilla / Montpellier / Niza. Tren TGV.
- Línea Metz ↔ Marsella. Tren TGV. Estacional, sólo en verano.
- Línea Estrasburgo ↔ Montpellier. Tren TGV. Estacional, sólo fines de semana y verano.

### Regionales
Estos trenes regionales circulan por estación:
- Línea Dijon ↔ Lyon / Grenoble.
- Línea Chalon-sur-Saône ↔ Mâcon.
- Línea Chalon-sur-Saône / Tours ↔ Dijon.